# Papurana milneana
Papurana milneana es una especie de anfibio anuro de la familia Ranidae.

## Distribución geográfica
Esta especie es endémica de Papua Nueva Guinea. Se encuentra:
- en el sureste de Nueva Guinea;
- en las Islas de Entrecasteaux, Islas Fergusson y Isla Normanby.[5]

Su presencia es incierta en las Louisiades.

## Descripción
El holotipo femenino mide 80 mm.

## Etimología
El nombre de su especie le fue dado en referencia al lugar de su descubrimiento, Milne Bay.

## Publicación original
- Loveridge, 1948 : New Guinean Reptiles and Amphibians in the Museum of Comparative Zoölogy and United States National Museum. Bulletin of the Museum of Comparative Zoology at Harvard College, vol. 101, n.º 2, p. 305-430[6]